# Lijst van rijksmonumenten in Aalten (gemeente)

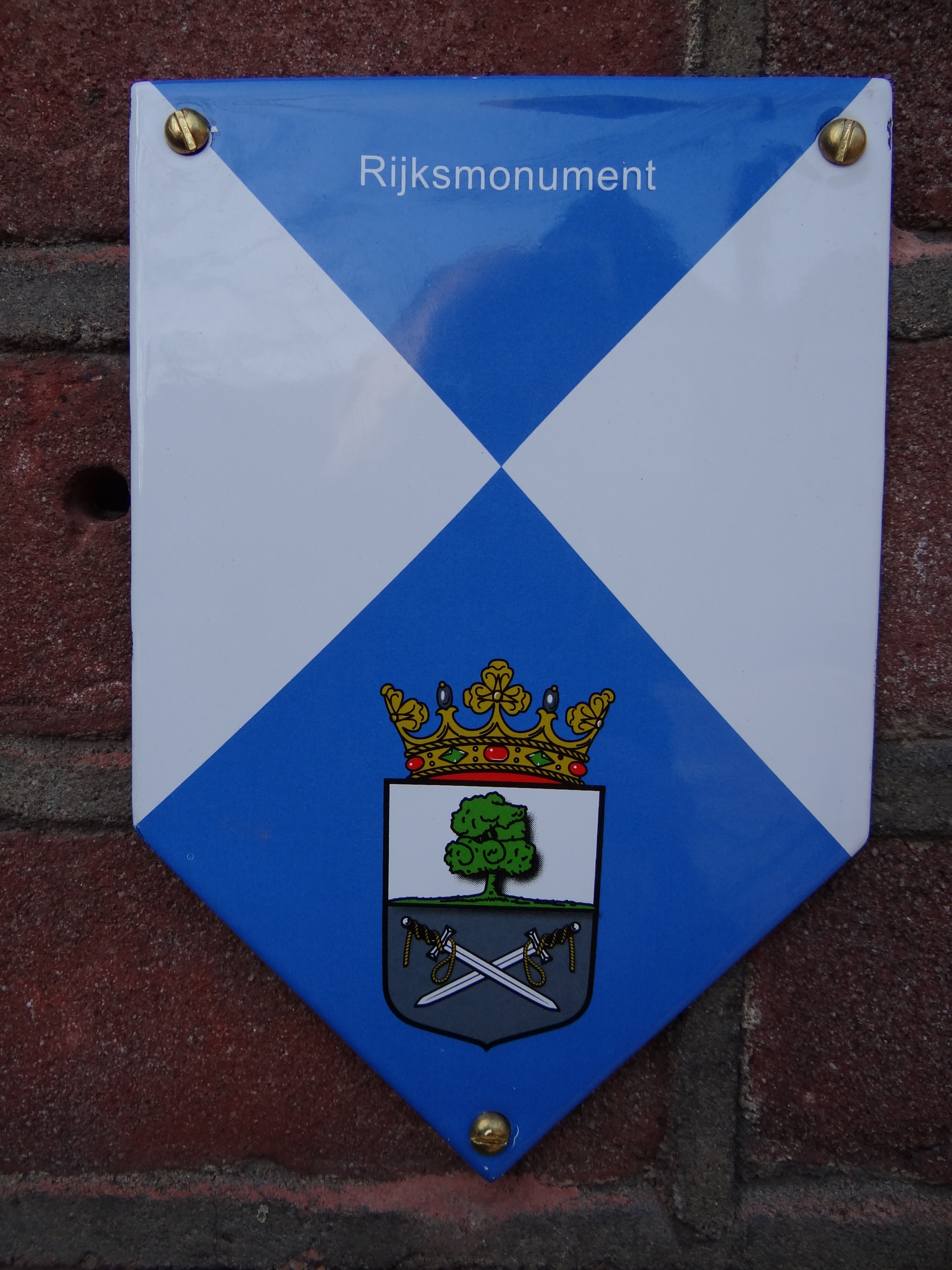

De gemeente Aalten telt 62 inschrijvingen in het rijksmonumentenregister. Hieronder een overzicht.

## Aalten
De plaats Aalten telt 28 inschrijvingen in het rijksmonumentenregister. Zie Lijst van rijksmonumenten in Aalten (plaats) voor een overzicht.

## Barlo
De plaats Barlo telt 1 inschrijving in het rijksmonumentenregister.
| Object                                  | Oorspronkelijke functie? | Bouwjaar                           | Architect | Locatie                 | Coördinaten?                  | Nr.?   | Afbeelding  |
| --------------------------------------- | ------------------------ | ---------------------------------- | --------- | ----------------------- | ----------------------------- | ------ | ----------- |
| Terrein waarin resten van een urnenveld | Archeologisch monument   | Late Bronstijd en Vroege IJzertijd |           | Lichtenvoordsestraatweg | 51° 56' 48" NB, 6° 35' 31" OL | 522120 | Upload foto |

## Bredevoort
De plaats Bredevoort telt 19 inschrijvingen in het rijksmonumentenregister. Zie Lijst van rijksmonumenten in Bredevoort voor een overzicht.

## De Heurne
De plaats De Heurne telt 8 inschrijvingen in het rijksmonumentenregister. Zie Lijst van rijksmonumenten in De Heurne voor een overzicht.

## Dinxperlo
De plaats Dinxperlo telt 5 inschrijvingen in het rijksmonumentenregister. Zie Lijst van rijksmonumenten in Dinxperlo voor een overzicht.

## IJzerlo
De plaats IJzerlo telt 1 inschrijving in het rijksmonumentenregister.
| Object       | Oorspronkelijke functie? | Bouwjaar          | Architect | Locatie                  | Coördinaten?                  | Nr.?   | Afbeelding        |
| ------------ | ------------------------ | ----------------- | --------- | ------------------------ | ----------------------------- | ------ | ----------------- |
| Schoolgebouw | Onderwijs en wetenschap  | 1914 1937 (verb.) |           | Dinxperlosestraatweg 125 | 51° 53' 39" NB, 6° 33' 26" OL | 523198 | Meer afbeeldingen |